# Węgornik
Wgornik [vɛnˈɡɔrnik] (tiếng Đức: Aalgraben) là một ngôi làng thuộc khu hành chính của Cảnh sát Gmina, thuộc Hạt Cảnh sát, West Pomeranian Voivodeship, ở phía tây bắc Ba Lan, gần biên giới Đức.
Nó nằm khoảng 12 kilômét (7 mi) phía tây của Cảnh sát và 20 km (12 mi) phía tây bắc của thủ đô khu vực Szczecin.